# 丹尼爾NTW-20反器材步槍
NTW-20是由南非丹尼爾防衛企業（英語：Denel Mechem）於1990年代研製的大口徑反器材狙擊步槍。
此槍的設計宗旨是成為一種可用作打擊多種目標（例如：停泊的飛機、通信桅杆、電源線、導彈陣地、雷達裝置、煉油廠、衛星天線、砲台、碉堡和人員等）的多用途狙擊步槍，並可發射各種特殊彈藥。就像許多同類型的武器一樣，NTW系列狙擊步槍亦可用於反狙擊作戰和爆炸物處理。

## 起緣與發展經過
南非開發NTW-20的原因，或許和種族隔離造成的武器禁運有關，因為缺乏取得重型反裝甲/反物資武器如飛彈之類軍械的管道，他們只好自立自強。
開發工作在1993年發表，1995年開始進行，最初是在Aerotek的名下研發，後來丹尼爾防衛企業買下設計，現在由他們旗下的普利托里亞金屬處理負責製造。
團隊的總設計師是東尼‧尼奧菲圖，他是設計直升機砲塔與後座力緩衝器的專家，也曾參與Neostead戰鬥散彈槍的開發工作。因為設計時用了部份Vector GA1機砲的現成零件，所以只花了短短四個月就造出可運作的原型槍。

## 結構與設計
由於20mm的後座力對步兵武器來說實在影響太大，這也讓NTW-20成為世上極少數20mm的反器材步槍之一。幾乎可以說這把槍的主要研發工作都和「如何降低後座力」有關。
NTW-20的設計佈局是所謂的「半犢牛式」，與M60通用機槍一樣，機匣融入槍托，彈匣插口在握把上方。
NTW-20總共有三種抑制後座力的零件，分別是槍身內部的液壓緩衝器、緩衝彈簧以及槍口的制退擋板。
位於槍身內部的液壓緩衝器和緩衝彈簧，兩者是一起運作的，這種運作方式和火砲的制退系統有點類似，擊發時，液壓緩衝器會先接下強大的衝力，降到一定程度後再由緩衝彈簧接手，也可以說某種程度上它們是連動的。液壓緩衝器還可以因應氣候的不同，而從液壓式改為氣壓式，而槍口的制退擋板則號稱可以吸收50%的後座力。
正因為具備一般武器沒有的緩衝零件，所以就算這把槍打的是機砲的20mm砲彈，一般評價裡也沒有20mm可能帶來的恐怖後座力，據說和一般的反器材步槍差不多。
它的槍管是採浮動式設計，不過和一般狙擊槍的浮動槍管用意不同，這是為了讓槍膛(在槍管後方)擊發的後座力，能直接由緩衝器應付才將它與槍身分離。
NTW-20也有一般狙擊槍的雙腳架，就在槍身前端的下方，槍托下面還有一個把手讓射手握住，而這個把手在之後的一些版本中可以打開變成抵在地上的另一支腳架。
彈匣則是裝入握把上方，槍身左側的彈匣插口，不管是20x85、14.5x114還是20x110的版本，裝彈量都是三發，具有防爆功能。
瞄準鏡位置也和一般狙擊槍不同，鏡體與射手眼睛的距離很遠，或許和後座力有關，倍率8x56，擁有彈道下墜補償功能(也就是把子彈飛行時的下墜算入預定彈道的功能)。
NTW-20全重約26-30公斤，所以由人員攜行時會分成兩個背包，一個攜帶機匣(槍托)以及雙腳架，另一人則攜帶槍管、瞄準鏡與彈藥，此外還會由其中一個背包準備射擊時使用的帆布軟墊。

## 用途
一般狙擊槍通常是以高精準度、打人為主，不過NTW-20的設計走向和這種傳統武器完全不同，它是真正的反器材步槍，也就是以高破壞力的彈藥，擊毀目標的關鍵部位並將其無效化。比如射擊雷達、儲存油料或者砲臺。
除了特種作戰性質外的反器材任務外，NTW-20也可以當作一種比輕型迫擊砲更精準的支援武器，用來射擊敵方的機槍陣地或碉堡等目標。

## 衍生型號
NTW系列依口徑的不同可以分成好幾種版本。最初開發的版本是20x83.5的NTW-20，其他版本也以此做為基底。之後推出了使用俄製14.5x114的NTW-14.5，最近為因應客戶選擇和訓練成本因素，也加入12.7公釐版(俄製12.7x108和美製.50BMG皆可。)
以下是三種主要口徑(20x82/14.5x114/20x110)的資料與比較：
最早出現的款式是20X82mm，它的槍口初速較慢，但是擁有較多彈種，比如可以選配曳光成份的訓練彈、高爆燃燒彈與穿甲燃燒彈，還有半穿甲高爆燃燒彈等。主要是用來對付物資與軟性目標(無裝甲車輛與人員等)。
14.5的彈種只有穿甲彈一種，當初在設計時就是以14.5版本做為反輕裝甲用途，比如裝甲運兵車。
20x82和14.5x114這兩個版本的槍身是一樣的，可以透過更換零件的方式快速變換口徑，但20x110就沒辦法互換，可能是因為彈藥更大所以得採用不同槍身的原因。
另外20x110版擁有載具版本，可以裝在附有緩衝器材的載具槍架上使用。

## 準度
NTW-20在一衆反器材步槍裡的精確度可能是比較差的，除了在设計時就未把殺傷人員列入考量的原因外，另一個因素就是它發射口徑更大的20毫米槍/炮彈，這種彈藥與歐美常用的.50BMG這種具有高精度彈種的彈藥而言截然不同。
根據測試的結果，NTW-20的準度大約是2 MOA左右，彈著散布的資料如下：
| 距離(公尺) | 彈著散布寬度 | 彈著散布高度 | 射擊發數 |
| ---------- | ------------ | ------------ | -------- |
| 150        | 79mm         | 70 mm        | 5        |
| 250        | 145 mm       | 45 mm        | 5        |
| 550        | 220 mm       | 225 mm       | 5        |
| 700        | 200 mm       | 250 mm       | 5        |
| 800        | 250 mm       | 250 mm       | 5        |
| 1000       | 700 mm       | 600 mm       | 5        |

## 使用者
NTW-20的使用者並不多，最主要的用戶還是開發國南非的南非國防軍，自1998年起第一批採購了30支，之後的數量不明，此外印度特種部隊、以色列與沙烏地阿拉伯也有採購。但不能確定是否有任何NTW-20落入恐怖份子手中。

## 流行文化

### 電子遊戲
- 2012年—《惡靈古堡6》：命名為「Anti-Materiel Rifle」。
- 2015年—《惡靈古堡：啟示2》：命名為「Anti-Materiel Rifle」。只於突擊模式出現，隨機掉落或出現在商店。不可裝彈，只能使用槍械內的彈藥。
- 2015年—《Roblox-phantom forces》：2021年11月7日在Test places 更新，並且命名為「NTW-20」。
- 2016年—《少女前線》：以拟人化美少女的形象出现，人設為RAN，由日本聲優茅野愛衣擔任配音。
- 2019年—《Apex英雄》：照護艙武器克萊柏正是以NTW-20為原型
- 2021年—《決勝時刻：黑色行動冷戰》：命名為「ZRG 20MM」，時代錯誤的出現在1980年代。奇怪的是槍栓在左邊，彈匣在右邊，與現實中的NTW-20正好相反。
- 2021年—《戰地風雲2042》：命名為「NTW - 20」（英文版中稱作"NTW-50"），Level 60時解鎖。可使用(20x82mm)和(14.5x114mm)不同版本的彈藥，但官方將兩種版本的彈藥同時融入新的短槍管，神奇地無須更換槍管就可以擊發。
- 2022年—《蔚藍檔案》：槌永日和的固有武器「Identity」原型。

### 動畫
- 2015年—《絕命制裁X》：由劍光姬（つるぎ みき，CV：浅野真澄）所使用，被其命名為「BlackLabel Indra Arrow」。